# Cenangium ferruginosum
Cenangium ferruginosum Fr. – gatunek grzybów z typu workowców Ascomycota. Jest jednym z patogenów wywołujących zamieranie pędów sosny.

## Systematyka i nazewnictwo
Pozycja w klasyfikacji według Index Fungorum: Helotiaceae, Helotiales, Leotiomycetidae, Leotiomycetes, Pezizomycotina, Ascomycota, Fungi.
Synonimy:

- Cenangium abietis (Pers.) Rehm 1889
- Cenangium abietis (Pers.) Rehm 1889 f. abietis
- Cenangium abietis f. olivaceonogrum (Rehm) Rehm 1912
- Cenangium abietis (Pers.) Rehm 1889 var. abietis
- Cenangium abietis var. olivaceonigra Rehm 1889
- Cenangium abietis var. strobilinum (Alb. & Schwein.) Sacc. 1889
- Cenangium ferruginosum Fr. 1828 var. ferruginosum
- Peziza abietis Pers. 1801
- Peziza abietis Pers. 1801 var. abietis
- Peziza abietis var. strobilina Alb. & Schwein. 1805
- Peziza abietis var. truncigena Alb. & Schwein. 1805
- Triblidium pineum var. strobilina Pers. 1822

## Morfologia i rozwój
Grzybnia rozwija się pod korą porażonych drzew, na korze wytwarzając czarne apotecja o średnicy 1,5–3 mm. Występują one w gniazdkowatych skupiskach. W apotecjach znajdują się worki poprzedzielane maczugowato zgrubiałymi wstawkami. W workach powstają bezbarwne, jednokomórkowe zarodniki o rozmiarach 10–12 × 6–8 μm. Konidiogenezy w naturze jak dotąd nie zaobserwowano, w laboratorium udało się jednak do niej doprowadzić. Wyhodowane konidia mają rozmiar 4,6–6 × 1,5–2 μm.
Prawdopodobnie infekuje sosnę wczesną wiosną, podobnie, jak Gremmeniella abietina.